# كورجون رنكاني
كورجون رنكاني (الاسم العلمي:Coregonus clupeoides) (بالإنجليزية: Powan)‏ هو نوع من الأسماك يتبع جنس الكورجون من فصيلة سمك السلمون.